# Masacre de Guangxi
La Masacre de Guangxi (en chino tradicional: 廣西大屠殺; en chino simplificado: 广西大屠殺) fueron una serie de sucesos que incluyeron linchamientos y masacre directa en Guangxi, China, durante la Revolución Cultural (1966-1976). El registro oficial muestra una cifra estimada de muertes de 100.000 a 150.000. En ciertas áreas, incluido el condado de Wuxuan y el distrito de Wuming, se produjo un canibalismo masivo, a pesar de que no existía hambruna. De acuerdo con los archivos públicos disponibles, al menos 137 personas, quizás cientos más, fueron comidas por otros y al menos miles de personas participaron en el canibalismo. Otros investigadores han señalado que se comieron 421 personas (que podrían ser identificadas por sus nombres) y ha habido informes de canibalismo en docenas de condados de Guangxi.
Después de la Revolución Cultural, las personas involucradas en la masacre o el canibalismo recibieron castigos menores durante el período «Boluan Fanzheng». En el condado de Wuxuan, donde al menos 38 personas fueron comidas, quince participantes fueron procesados y recibieron hasta 14 años de prisión; noventa y un miembros del Partido Comunista de China (PCCh) fueron expulsados del partido y treinta y nueve funcionarios no partidarios fueron degradados o tuvieron un recorte de salario. Aunque el canibalismo fue patrocinado por las oficinas locales del Partido Comunista y la milicia, ninguna evidencia directa sugiere que alguien en el liderazgo nacional del Partido Comunista, incluido Mao Zedong, hubiera respaldado el canibalismo o incluso lo supiera. Sin embargo, algún erudito ha señalado que el condado de Wuxuan había notificado al liderazgo central (a través de un documento interno) sobre el canibalismo en 1968.

## Antecedentes históricos

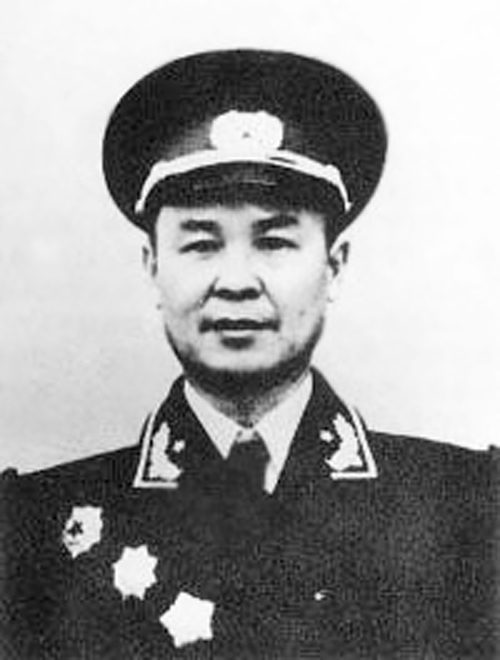
Wei Guoqing (韦国清)

En mayo de 1966, Mao Zedong lanzó la Revolución Cultural. A partir de marzo de 1967, se formaron gradualmente dos facciones entre las tropas y los civiles en Guangxi: una facción (conocida como «la sede central de United») apoyó incondicionalmente a Wei Guoqing, entonces presidente de Guangxi y un funcionario de alto rango del PCCh, para dirigir la revolución en Guangxi, mientras que la otra facción (conocida como «4.22») se opuso a ese apoyo incondicional, pidiéndole a Wei que primero se autocritique. Los enfrentamientos entre las dos facciones junto con las masacres pronto tuvieron lugar en las regiones rurales de Guangxi.
Aunque la «facción 4.22» recibió el apoyo del primer ministro Zhou Enlai en agosto de 1967, estaba en desventaja en todo Guangxi, excepto en la ciudad de Guilin. En febrero de 1968, la Región Militar de Guangzhou (广州军区) ordenó a las tropas que apoyaban a la «facción 4.22» que se alejaran de la región; en abril de 1968, Huang Yongsheng (黄永胜), entonces jefe de la Región Militar de Guangzhou, declaró que la «facción 4.22» era una «organización reaccionaria» y comenzó una represión masiva. Desde el verano de 1968, la masacre se había extendido desde las regiones rurales a las ciudades de Guangxi.

## Métodos de matar
En la masacre, los métodos empleados incluyeron «decapitación, palizas, entierro en vivo, lapidación, ahogamiento, ebullición, matanzas grupales, destripamiento, arrancar corazones, hígados, genitales, cortar carne, explotar con dinamita y más».
- En un incidente, según los registros oficiales, una persona fue atada con dinamita en la espalda y otras personas la hicieron explotar en pedazos, solo por diversión.[5]
- En otro incidente (1968), «un instructor de geografía llamado Wu Shufang (吴树芳) fue golpeado hasta la muerte por estudiantes en la Escuela Secundaria Wuxuan. El cuerpo fue llevado a las piedras planas del río Qian, donde otro maestro fue obligado a punta de pistola a arrancarle el corazón y el hígado. De vuelta en la escuela, los alumnos asaron y consumieron los órganos».[10]

## Número de muertos

### Primer grupo de investigación
En abril de 1981, se formó un grupo de investigación de más de 20 personas bajo el acuerdo de la Comisión Central de Inspección Disciplinaria (中国共产党中央纪律检查委员会), la Oficina General del Partido Comunista de China (中共中央办公厅), el Departamento de Organización del Partido Comunista de China (中国共产党中央委员会组织部), el Ministerio de Seguridad Pública, el Corte Suprema Popular de la República Popular China y la Fiscalía Suprema del Pueblo (中华人民共和国最高人民检察院).
En junio de 1981, la investigación concluyó que la cifra de muertos era superior a 100,000, mientras que algunos funcionarios y civiles afirmaron en privado que la cifra de muertos era de 150,000, 200,000 o incluso 500,000. Además, Qiao Xiaoguang (乔晓光) informó a la Comisión Central de Inspección Disciplinaria que la cifra de muertos fue de 70.400.

### Segundo grupo de investigación
En marzo de 1983, el Comité Central del Partido Comunista de China formó otro grupo de investigación de 40 personas.
En enero de 1984, la investigación concluyó que 89,700 muertes podían identificarse por nombres y direcciones, más de 20,000 personas desaparecieron y más de 30,000 muertes no podían identificarse por nombres o direcciones. En particular, debido a los enfrentamientos entre las dos facciones opuestas, 3,700 personas murieron durante los combates directos, 7,000 fueron perseguidos hasta la muerte, mientras que 79,000 fueron golpeados o asesinados a tiros en un asunto planificado y sistemático. En Nanning, la capital de Guangxi, ocho de catorce condados registraron una cifra de muertos de más de 1,000, con solo el condado de Binyang perdiendo 3,777 personas.

### Estudios académicos
En 2006, el profesor Su Yang (苏阳) de la Universidad de California en Irvine, argumentó que la masacre de Guangxi fue la masacre más grave durante la Revolución Cultural China. Afirmó que entre los 65 canales oficiales accesibles del condado de Guangxi, 43 condados reportan masacres con 15 de ellos registrando una cifra de muertos de más de 1000, mientras que la cifra promedio de muertes fue de 526 entre todos los condados que informaron masacre.

## Canibalismo masivo

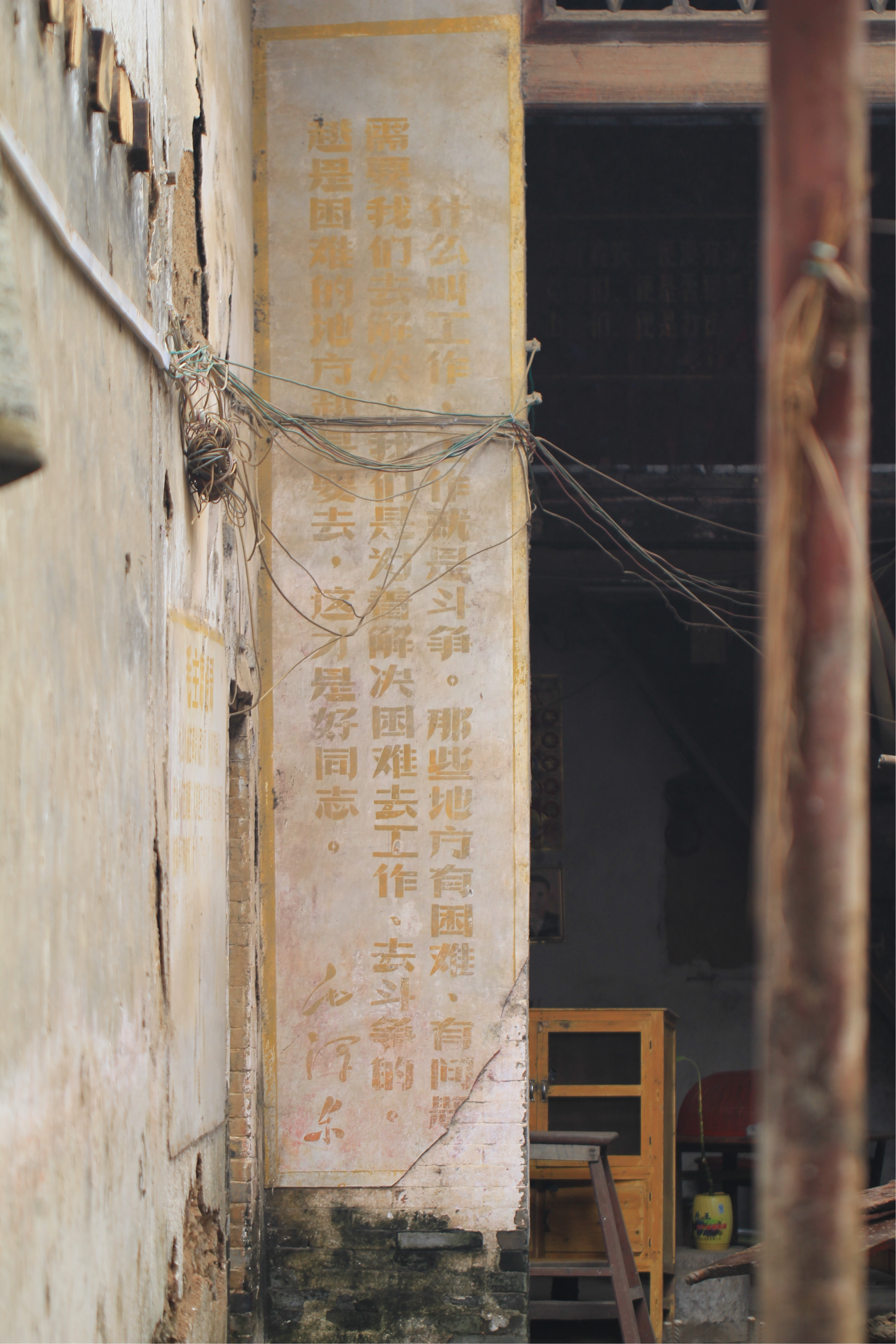
Las palabras de Mao Zedong en una pared de la calle de Wuxuan.

El canibalismo humano ocurrió en Guangxi durante la Revolución Cultural. Según Zheng Yi (郑义), un erudito que realizó una investigación detallada sobre el tema a fines de la década de 1980 y luego pasó de contrabando algunas copias de documentos oficiales a los Estados Unidos, al menos 137 personas, quizás cientos más, fueron comidas por otros y miles de personas participaron en el canibalismo.
Los documentos también registran una variedad de formas de canibalismo, que incluyen comer a las personas como un refrigerio después de la cena, cortar la carne en grandes fiestas, dividir la carne para que cada persona pueda llevar una gran parte a casa, hacer una barbacoa o asar el hígado.

Según Yan Lebin (晏乐斌), miembro del Ministerio de Seguridad Pública que se unió a los dos grupos de investigación:
En 1968, se comieron 38 personas en el condado de Wuxuan, y 113 funcionarios del condado participaron en el consumo de carne humana, corazones e hígados. Chen Guorong (陈国荣), un campesino del condado de Guigang que pasaba por Wuxuan, fue atrapado y asesinado por la milicia local porque estaba gordo; le sacaron el corazón y el hígado y distribuyeron su carne a veinte personas. Una mujer líder de la milicia comió seis hígados humanos en total, cortó los genitales de cinco hombres y los empapó en alcohol que bebería más tarde, alegando que estos órganos eran beneficiosos para su salud.

Según Song Yongyi (宋永毅), un historiador chino que trabajó en la Universidad Estatal de California, Los Ángeles:
Investigadores independientes de Guangxi contaron un total de 421 personas que fueron devoradas. Pero hubo informes de canibalismo en 27 condados de Guangxi; eso es dos tercios de todos los condados en Guangxi. Hubo un hombre que se dijo que estaba en la llamada "quinta categoría", que fue golpeado hasta la muerte donde estaba parado. Tenía dos hijos, uno de 11 y uno de 14. Los funcionarios locales y la milicia armada dijeron que era importante erradicar a esas personas, por lo que no solo mataron a esos dos niños: también se los comieron. Esto tuvo lugar en el condado de Pubei, Guangxi, donde 35 personas fueron asesinadas y comidas en total. La mayoría de ellos eran terratenientes ricos y sus familias. Había un terrateniente llamado Liu Zhengjian cuya familia entera fue aniquilada. Tenía una hija de 17 años, Liu Xiulan, que fue violada en grupo por nueve personas [por 19 veces] que luego le abrieron el vientre y le comieron el hígado y los senos. Hubo muchos incidentes como este.

Según Frank Dikötter, profesor titular de Humanidades de la Universidad de Hong Kong, miembro principal de la Institución Hoover de Stanford y ganador del Premio Samuel Johnson 2011:
A lo largo de 1967, pero también en 1968, hubo facciones en el campo que comenzaron no solo a eliminarse físicamente, sino que literalmente en un par de pequeñas ciudades comenzaron a comerse ritualmente. En otras palabras, no es suficiente eliminar a tu enemigo de clase. Tienes que comer su corazón, por lo que hay casos muy bien documentados de canibalismo ritual. Había una jerarquía en el consumo de enemigos de clase. Los líderes comieron el corazón y el hígado, mezclados con carne de cerdo, mientras que a los aldeanos comunes solo se les permitía picotear los brazos y los muslos de las víctimas.

## Respuestas públicas

### Investigadores y testigos

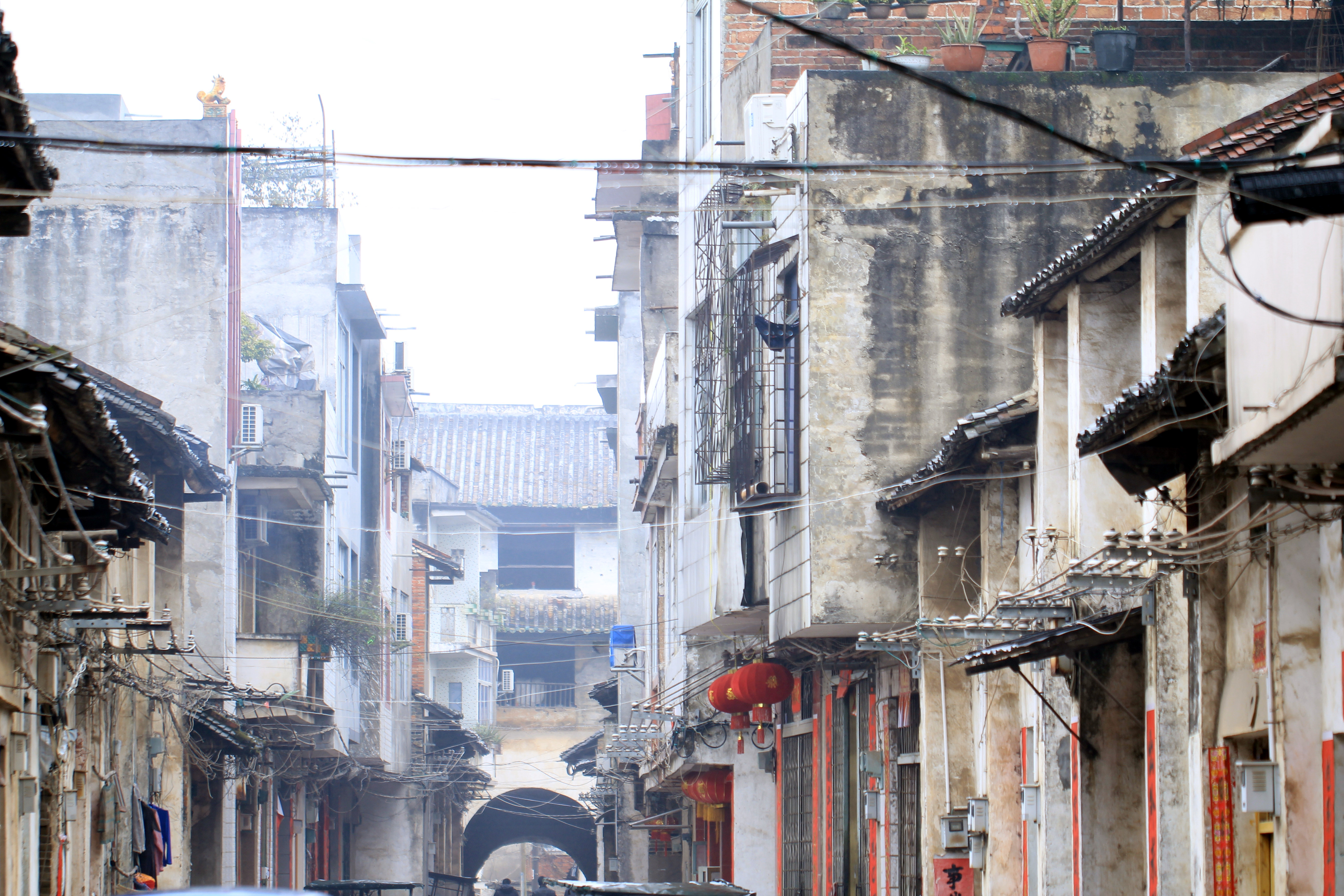
Las viejas calles de Wuxuan (武宣).

- En 2016, la Agencia France-Presse (AFP) entrevistó a un hombre local con el apellido Luo que respondió: "¿Canibalismo? Estuve aquí, lo atravesé. Pero Wuxuan se ha desarrollado rápidamente en los últimos años y ahora. Esa historia no tiene sentido'."[10][15]
- En 2016, un miembro de alto rango de una investigación oficial de principios de la década de 1980 le dijo a AFP que "todo el canibalismo se debió a que la lucha de clases fue azotada y se utilizó para expresar una especie de odio. El asesinato fue horrible, peor que las bestias".[10][15]
- En 2016, Ding Xueliang (丁学良), profesor de la Universidad de Ciencia y Tecnología de Hong Kong, dijo a la AFP que "esto no era canibalismo debido a dificultades económicas, como durante la hambruna. No fue causado por razones económicas, sino políticas. Eventos, odio político, ideologías políticas, rituales políticos ".[10][15]
- En 2013, Yang Liping (杨丽萍), una notable bailarina china, afirmó que había visto el canibalismo durante la Revolución Cultural, aunque no necesariamente en Guangxi. Ella declaró que "soy pesimista sobre la humanidad y pesimista sobre los humanos. Debido a que hemos pasado por la Revolución Cultural, nos hemos vuelto muy vigilantes. Estoy muy vigilante, como un pavo real. Tenga cuidado, porque los humanos son los animales más horribles, de lo contrario Michael Jackson no habría muerto ... Vi gente comer gente, y personas lastimar a personas, como hoy en día. Hoy en día las personas pueden lastimarte en cualquier momento, pero ni siquiera saben por qué te lastimaron ".[16][17]
- En 2013, Qin Hui (秦晖), profesor de la Universidad Tsinghua, discutió las contribuciones de Deng Xiaoping con Ezra Vogel, profesor de la Universidad de Harvard, cuando Qin dijo "mi ciudad natal está en Guangxi, donde murieron personas en masacres durante la era de Mao, y algunos ¡otros fueron comidos por ellos! En el sangriento verano de 1968, las personas en Hong Kong y Macao sabían que había cadáveres flotando desde el río Xi hasta el río Pearl ".[18]
- En 1997, Key Ray Chong, profesor de historia en la Universidad Tecnológica de Texas,[19] escribió en su reseña del libro de canibalismo de Zheng Yi que "durante la Revolución Cultural, bastantes funcionarios chinos sabían de este horror, el equivalente del Holocausto nazi en el 1940 y los campos de exterminio de Pol Pot en la década de 1970. Pero permanecieron en silencio sobre el tema ".[20]
- En 1995, Donald S. Sutton, profesor de la Universidad Carnegie Mellon, escribió en su trabajo de investigación: "¿Realizó el canibalismo en Wuxuan? ...... Que el incidente realmente ocurrió fue confirmado independientemente por un visitante reciente a Wuxuan , el erudito y periodista, John Gittings. Un empleado local fuera de servicio habló alegremente de los asesinatos y el canibalismo, anotando su nombre y dirección cuando se le preguntó, y añadió con un toque de orgullo "En Wuxuan. . . comimos más personas que en cualquier otro lugar en China "(The Guardian, 27 de noviembre de 1993)".[2]

### Medios de comunicación
- En 2016, The Irish Times declaró en su revisión de Revolución Cultural que «abundaban las historias terribles. Hubo historias de canibalismo en la provincia de Guangxi donde los “elementos malos” fueron masacrados públicamente y se comieron más de 70 víctimas en Wuxuan».[21]

- En 2016, The Guardian declaró en su revisión de Revolución Cultural que «quizás la región más afectada fue la provincia sureña de Guangxi, donde hubo informes de asesinatos en masa e incluso canibalismo».[22]
- En 2013, Renmin Wang, los medios oficiales del Partido Comunista de China, así como algunos otros medios chinos, reimprimieron un artículo del China Youth Daily (中国青年报), que decía que durante la Revolución Cultural «en algunos lugares como Guangxi, los corazones y los hígados de personas fueron comidas después de ser golpeadas hasta la muerte, y, sorprendentemente, ¡ese canibalismo prevaleció en esa región!». El artículo afirmó además, «a lo largo de la historia humana del siglo XX, ¿hubo algún país que haya experimentado algo como nuestra Revolución Cultural? El único momento comparable fue la Alemania nazi. Sin embargo, hasta la fecha, ni siquiera tenemos un país decente. Revisión o reflexión sobre este período de la historia».[23][24][25]

- En 2001, la Revista Time declaró que «la Revolución Cultural de Mao Zedong fue una erupción de fervor ideológico, histeria colectiva y brutalidad absoluta que dejó aproximadamente 10 millones de chinos muertos y arruinó la vida de millones más. Ahora, cuentos de excesos aún más horribles de los años entre 1966 y 1976 están saliendo a la luz: denuncias de canibalismo, involucrando a cientos de hombres y mujeres que violaron el tabú más poderoso de la humanidad en nombre de la pureza revolucionaria».[11]

- En 1996, The Washington Post declaró, después de que Zheng Yi publicara su libro que «el Partido quiere bloquear cualquier análisis profundo del papel desempeñado por el fallecido Presidente Mao Zedong y numerosos miembros del partido. La revelación completa de la verdad podría destruir lo poco que legitimidad a la que el partido todavía se aferra».[7]

- En 1993, Newsweek declaró que «las cuentas eran desgarradoras. Los directores asesinados en los patios escolares por estudiantes, luego cocinados y comidos. Cafeterías administradas por el gobierno que muestran cuerpos humanos colgando de ganchos de carne y entregándolos a los empleados ... Documentos introducidos de contrabando fuera de China la semana pasada describió las atrocidades de la Revolución Cultural con detalles grotescos».[26]
- En 1993, The New York Times declaró que «los incidentes reportados desde Guangxi fueron aparentemente los episodios de canibalismo más extensos del mundo en el siglo pasado o más. También fueron diferentes de cualquier otro en que aquellos que participaron no estaban motivados por hambre o enfermedad psicópata. En cambio, las acciones parecían ser ideológicas: el canibalismo, que según los documentos tuvo lugar en público, a menudo fue organizado por funcionarios locales del Partido Comunista, y la gente aparentemente participó para demostrar su ardor revolucionario».[4]